# Amt Friedewald (Nassau)
Das nassauische Amt Friedewald war ein Amt, das von 1803 bis 1806 im Gebiet des Fürstentums Nassau-Usingen und von 1806 bis 1815 im Herzogtum Nassau bestand. Der Verwaltungssitz war in Daaden im Westerwald, es war dem Regierungsbezirk Ehrenbreitstein unterstellt. Das Amt umfasste nur das Kirchspiel Daaden, zu dem zwölf Ortschaften gehörten.

## Geschichte
Das Gebiet des nassauischen Amtes Friedewald war bis zum Beginn des 19. Jahrhunderts Teil der Grafschaft Sayn-Altenkirchen. Nach dem Frieden von Lunéville (1801) und dem Reichsdeputationshauptschluss (1803) wurde das Gebiet dem Fürstentum Nassau-Usingen zugesprochen. Schon in der saynischen Zeit bestand hier der Name „Friedewald“ wurde aus der saynischen Zeit übernommen und ist abgeleitet von dem im 14. Jahrhundert zur Stadt erhobenen Ort Friedewald.
Der Beitritt des Fürsten zu Nassau-Usingen zum Rheinbund (1806) hatte auf das Gebiet des Amtes Friedewald, nun zum Herzogtum Nassau gehörend, keine unmittelbaren Auswirkungen. Aufgrund der Beschlüsse auf dem Wiener Kongress (1815) wurde das Gebiet an das Königreich Preußen abgetreten und das Amt Friedewald aufgelöst. Unter der preußischen Verwaltung wurde 1816 aus den Ortschaften des Kirchspiels Daaden die Bürgermeisterei Daaden gebildet, die dem Kreis Altenkirchen im Regierungsbezirk Koblenz zugeordnet wurde.

## Ortschaften
Die dem Amt Friedewald zugeordneten Ortschaften waren:
- Biersdorf, Daaden, Derschen, Emmerzhausen, Friedewald, Herdorf, Mauden, Niederdreisbach, Nisterberg, Oberdreisbach, Schutzbach, Weitefeld.